# Los Van Van
Los Van Van — одна из ведущих музыкальных групп послереволюционной Кубы. Она была основана в 1969 году басистом Хуаном Формеллем, который руководил группой до самой его смерти в 2014 году. Формелль и бывшие участники группы Changuito и Pupy являются одними из самых важных фигур в современной кубинской музыке, внеся свой вклад в развитие сонго и тимбы, два популярных жанра танцевальной музыки.

## История
В 1967 году Формелль стал музыкальным руководителем Elio Reve’s charanga orchestra. Звучание Orquesta Revé в то время представляло собой уникальную смесь кубинского сона и рока конца 60-х. Формелль переименовал группу в Changui '68, а затем основал свою собственную группу, Los Van Van, 4 декабря 1969 года.

## Музыкальный стиль
Используя в качестве основы чаранговый состав (флейта, струнные инструменты и ритм-секция), Los Van Van добавил тромбоны и стал первой кубинской группой, использовавшей синтезаторы и драм-машины. Первоначально их звучание было слиянием Сона Монтуно, румбы и североамериканского рока и поп-музыки. Позже в группу вошли фанк, диско и хип-хоп, а также сальса. Эти влияния вначале породили стиль, известный как сонго, а затем и тимба.
Los Van Van последовательно сумел адаптировать свой стиль к современности и после 35 лет остается самой популярной танцевальной группой на Кубе. Наряду с пианистом Сезаром «Pupy» Педросо, Хуан Формелл написал несколько самых интригующих стихов в популярной танцевальной музыке, в том числе тексты для нескольких альбомов и, вопреки тенденциям в тимбе, все виды социальных комментариев. Оба артиста являются бесспорными мастерами двойного смысла в музыкальной культуре, где множественные значения в текстах распространены повсеместно. В самом деле, название группы, вероятно, должно вызывать новые и неотразимые ритмы нового звучания группы Формелла, так как в переводе с испанского «фургон» означает «они идут», и поэтому название группы можно перевести как «те, кто идут, они идут» (также было предложено перевести как их имя что-то вроде «go-go!»). Когда Сезар «Pupy» Педросо, их пианист и основатель, покинул группу в 2002 году, он основал свою собственную группу Pupy y los que son son, которая, вероятно, носит название с тройным энтэндером. Слово «son» может означать как «они есть», так и относится к сыну традиционной музыки (тот же латинский корень, что и «звук»), происходящему из восточных провинций Кубы, из которых, возможно, произошла сальса в кубинском стиле. Это также отсылка к идиоматическому испанскому выражению «те, кто могут, делают», предположительно как своего рода хитрый кивок к выражению «те, кто не могут [сделать что-то], учат».

## Награды
Группа получила премию Грэмми за их заслуги, премия Грэмми 2000 года была присуждена за альбом Van Van is Here («Llegó Van Van»).
В январе 2010 года «A Cali», песня с последнего альбома Van Van, была выбрана в качестве одной из песен-победителей на фестивале Cali 2009, проходившей в Кали (Колумбия), городе, известном как «столица» колумбийской сальсы. Выбор был сделан посредством общественного опроса, который зарегистрировал 30 742 голоса. Песня Van Van «A Cali» получила 7,905 голосов, или 26 % от общего числа.
Кубинская группа была удостоена чести организатора ярмарки WOMEX с премией Artist Award 2013. Премия была вручена «локомотиву кубинской музыки», поскольку он остается самой важной и популярной танцевальной группой на Кубе на протяжении более четырех десятилетий. Жюри отметило, что «творческий подход к реализации своего руководителя Хуана Формелла привнес новые звуки и идеи в кубинскую танцевальную музыку, в которой соединились скрипки, стиль флейты чаранги с секцией тромбона, ударные и вступление электрогитары, бас и клавишные».
Хуан Формелл был также награжден премией Latin Grammy Award for Excellence 2013 вместе с другими известными испаноязычными музыкантами на церемонии, состоявшейся 20 ноября 2013 года в Лас-Вегасе.

## Участники группы
Группа Los Van Van была школой для выдающихся певцов и музыкантов. Среди бывших участников с успешной карьерой в качестве сольных артистов: Педро Кальво, Анхель Бонн, Changuito, Хосе Луис «Эль Тоско» Кортес (основатель первой тимба группы NG La Banda), Сезар «Пупи» Педросо и другие. По состоянию на 2006 год в Los Van Van появились исполнители: Майито Ривера, Роберто Эрнандес «Робертон», Йени Вальдес и Леле Росалес. В течение 2011 года Майито Ривера покинул группу и отправился на сольную карьеру, а его место заняла Мэнди Кантеро. С начала января 2017 года Йени Вальдес покинула группу.
Основатель группы Хуан Формель умер 1 мая 2014 года в от осложнений болезни печени. 

## Дискография
- Los Van Van Vol I (1969)
- Los Van Van Vol II (1974)
- Los Van Van Vol III (1974)
- Los Van Van Vol IV (1976)
- Los Van Van Vol V (1976)
- Los Van Van Vol VI (1980)
- Báilalo ¡Eh! ¡Ah! (1982)
- Qué Pista (1983)
- Anda, Ven y Muévete (1984)
- La Habana Sí (1985)
- Eso Que Anda (1986)
- Sandunguera (1986)
- La Titimania (1987)
- Songo (1988)
- El Negro No Tiene Na' (1988)
- Songo (Mango, 1989)
- Rico Son (1989)
- Aquí… El Que Baila Gana (1990)
- Esto Está Bueno (1991)
- De Cuba Los Van Van (1991)
- Bailando Mojao — Dancing Wet (1993)
- Azúcar (Xenophile Records, 1993)
- 25 Años… y seguimos ahí! Vol I (1994)
- Lo Ultimo En Vivo (Qbadisc Records, 1994)
- ¡Ay Dios, Ampárame! (1995)
- Live In America (1997)
- Te Pone La Cabeza Mala (1997)
- Llegó Van Van (1999)
- En El Malecón De La Habana (2003)
- Chapeando (2005)
- Aquí El que Baila Gana: El Concierto (DVD+CD, 2007)[2][3]
- Live From Camagüey (2009)
- Arrasando (2009)
- La Maquinaria (2011)
- La fantasía (2014)
- El Legado (2018)